# Renvoi: Droits linguistiques au Manitoba
 (août 2014).
Si vous disposez d'ouvrages ou d'articles de référence ou si vous connaissez des sites web de qualité traitant du thème abordé ici, merci de compléter l'article en donnant les références utiles à sa vérifiabilité et en les liant à la section « Notes et références ».

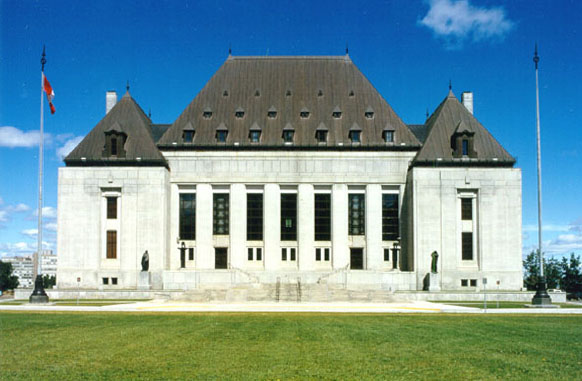
La Cour suprême du Canada.

Renvoi : Droits linguistiques au Manitoba est la demande (ou renvoi en Droit canadien), émise le 13 juin 1985, par le gouvernement canadien auprès de la Cour suprême du Canada, pour connaître son avis sur la question, qu'il jugea importante, sur l'égalité des droits linguistiques dans la province du Manitoba. Le renvoi fut adressé par le gouverneur général en conseil, conformément à l'art. 55 de la Loi sur la Cour suprême, au sujet de certains droits linguistiques garantis par l'art. 23 de la Loi de 1870 sur le Manitoba et par l'art. 133 de la Loi constitutionnelle de 1867. Ce renvoi fait suite à d'autres renvois relatifs aux droits linguistiques au Manitoba.

## Jugements de la Cour suprême
La Cour suprême du Canada a rendu son avis sur les questions posées lors de la procédure du "Renvoi : Droits linguistiques au Manitoba".
no  du greffe : 18 606. Daté des 11, 12 et 13 juin 1984 et 13 juin 1985.
Dans l'affaire de l'article 55 de la Loi sur la Cour suprême, S.R.C. 1970, chap. S‑19 et ses modifications; et dans l'affaire d'un renvoi adressé par le gouverneur en conseil au sujet de certains droits linguistiques garantis par l'article 23 de la Loi de 1870 sur le Manitoba et par l'article 133 de la Loi constitutionnelle de 1867, tel qu'énoncé dans le décret C.P. 1984‑1136 en date du 5 avril 1984.

## Questionnement et réponses de la Cour suprême du Canada
Le Droit constitutionnel canadien garantit l'égalité linguistique et rappelle par son avis l'Obligation d’adopter, d’imprimer et de publier en français et en anglais les lois du Manitoba‑‑L’article 23 de la Loi de 1870 sur le Manitoba est‑il impératif ou directif? ‑‑ Les lois actuelles, abrogées ou périmées sont‑elles valides si les exigences en matière linguistique n’ont pas été respectées?‑‑Si les lois sont invalides, dans quelle mesure sont‑elles opérantes?‑‑La Loi sur l’application de l’article 23 de l’Acte du Manitoba aux textes législatifs est‑elle valide et opérante?‑‑Loi de 1870 sur le Manitoba, S.R.C. 1970, app. II, art. 23‑‑Loi constitutionnelle de 1867, art. 133‑‑Loi constitutionnelle de 1982, art. 52
Question numéro 1
Les obligations imposées par l'art. 133 de la Loi constitutionnelle de 1867 et par l'art. 23 de la Loi de 1870 sur le Manitoba, relativement à l'usage du français et de l'anglais dans:
- a) les archives, procès‑verbaux et journaux des chambres du Parlement du Canada et des législatures du Québec et du Manitoba, et
- b) les actes du Parlement du Canada et des législatures du Québec et du Manitoba

sont‑elles impératives? 
Réponse‑‑Oui.
Question numéro 2
Est‑ce que les dispositions de l'art. 23 de la Loi de 1870 sur le Manitoba rendent invalides les lois et les règlements de la province du Manitoba qui n'ont pas été imprimés et publiés en langue anglaise et en langue française ?
Réponse‑‑Oui, mais pour les motifs exposés par la Cour, les lois actuelles de la Législature qui sont invalides seront réputées temporairement valides pendant le délai minimum requis pour les traduire, les adopter de nouveau, les imprimer et les publier.
Question numéro 3
Dans l'hypothèse où il a été répondu par l'affirmative à la question no  2, les textes législatifs qui n'ont pas été imprimés et publiés en langue anglaise et en langue française sont‑ils opérants et, dans l'affirmative, dans quelle mesure et à quelles conditions ?
Réponse‑‑Les lois de la Législature qui n'ont pas été adoptées, imprimées et publiées en français et en anglais sont inopérantes pour cause d'invalidité mais, pour les motifs exposés par la Cour, les lois actuelles de la Législature seront réputées temporairement opérantes pendant le délai minimum requis pour les traduire, les adopter de nouveau, les imprimer et les publier.
Question numéro 4
Est‑ce que l'une ou l'autre des dispositions de la Loi sur l’application de l’article 23 de l’Acte du Manitoba aux textes législatifs, constituant le chapitre 3 des Statuts du Manitoba de 1980, sont incompatibles avec les dispositions de l'art. 23 de la Loi de 1870 sur le Manitoba et, dans l'affirmative, est‑ce que les dispositions considérées sont, dans la mesure de l'incompatibilité, invalides et inopérantes ?
Réponse‑‑Si la Loi sur l’application de l’article 23 de l’Acte du Manitoba aux textes législatifs, promulguée à S.M. 1980, chap. 3, n'a pas été adoptée, imprimée et publiée dans les deux langues officielles, alors elle est totalement invalide et inopérante.
Si la Loi a été adoptée, imprimée et publiée dans les deux langues officielles, alors les art. 1 à 5 sont invalides et inopérants.

## Rappel aux Lois constitutionnelles de 1867 et de 1870
L'exigence que les deux langues française et anglaise soient utilisées dans les archives, les procès‑verbaux, les journaux et les lois du Parlement du Canada et des législatures du Québec et du Manitoba, imposée par l'art. 133 de la Loi constitutionnelle de 1867 et par l'art. 23 de la Loi de 1870 sur le Manitoba, est impérative. Il ressort de l'historique et des termes de ces articles que la garantie qui y est enchâssée doit être observée.